# スージー・レイジー
SUZY LAZY(スージー・レイジー)は、ユーロビート楽曲の女性ボーカルアーティストである。

## 概要
1996年にイタリアのユーロビートレーベル・DELTAが発足した当時から登場したクララ・モローニの別名義アーティストである。主にエイベックスからリリースされている「SUPER EUROBEAT」シリーズにその楽曲が収録されている。
デビュー作はSEB VOL.65収録の「DIN DON DAN」。VOL.70のリクエストカウントダウンでは3位獲得を果たすなど支持を得た。
当初はLaurent Gelmetti制作による哀愁路線がメインであったが、Andrea Leonardi制作による「WONDERBOY」(SEB VOL.75収録)発表以降はパラパラ向け・アグレッシブ路線がしばらく続くことになる。「LOVE GENERATION」(SEB VOL.94収録)はその集大成であり、また女版「NIGHT OF FIRE」とも揶揄され、VOL.100においては2位を記録した。

## 発表楽曲
- BIG TIME
- BOOM BOOM GIRL
- CARRY ON BABY
- DA-DU-RI-DAN
- DIN DON DAN
- DUM DUM BULLETS
- HAPPY XMAS
- I BELIEVE IN MUSIC
- KISSES OF LOVE
- LOVE GENERATION
- LOVE AND LUXURY
- SUZY LAZY
- TELL ME BABY
- WONDERBOY